# 派克縣 (印第安納州)
派克縣（英語：Pike County）是美國印地安納州西南部的一個縣。面積883平方公里。根據美國2000年人口普查，共有人口12,837人。縣治彼得斯堡（Petersburg）。
成立於1817年2月1日。縣名紀念美國探險家紀伯倫·蒙哥馬利·派克。